# مارموت منزبیر
مارموت منزبیر (نام علمی: Marmota menzbieri) نام یک گونه از سرده مارموت است.